# Heterusia jacintina
Heterusia jacintina là một loài bướm đêm trong họ Geometridae.